# Исмет Иньоню
Мустафа Исмет Иньоню (на турски: Mustafa İsmet İnönü) (24 септември 1884 – 25 декември 1973) е турски военен офицер – бригаден генерал, и държавник – 2-ри президент на Турция от 1938 до 1950 година. Също така е лидер на Републиканската партия от 10 ноември 1938 до 8 май 1972 година.

## Биография
Роден е в Измир в смесено турско-кюрдско семейство, произхождащо от Малатия. Баща му е Хаджи Решид бей, член на османската бюрокрация и опитен магистрат, роден в Малатия, а майка му е Джеврие Ханъм, дъщеря на емигрант от България след Руско-турската освободителна война (1877 – 1878). Заради назначенията на бащата семейството се мести от един град в друг. Исмет започва да следва в Сивас.
Негов син е Ердал Иньоню, носител на медал Уигнър за математика и физика и бивш заместник министър-председател на Турция, както и бивш лидер на Социалдемократическата партия, Социалдемократическата популистка партия и почетен лидер на Социалдемократическата партия на хората.

## Ранна военна кариера
Завършва Военната академия през 1903 г. и получава първото си военно назначение в османската армия. Той се присъединява към Комитета за единство и прогрес.
Печели първите си военни победи, потушавайки 2 големи бунта срещу мъчещата се Османска империя – първо в Румелия, а после в Йемен, чийто лидер е Яхия Мухамад Хамид ед-Дин. Исмет служи като военен офицер по време на Балканската война на Османско-българския фронт. По време на Първата световна война е полковник на османския Източен фронт в Сирия и по-късно е назначен за командир на Западните сили. Работи заедно с Кемал Ататюрк по време на назначението си на Кавказкия фронт.

## Война за независимост
След Първата световна война отива в Анатолия, за да се присъедини към турското националистическо движение. Назначен е за главнокомандващ на турската Западна армия – пост, която запазва през цялата Турска война за независимост. След Първата битка при гр. Иньоню (9 – 11 януари 1921) е произведен в звание паша (най-ниското генералско звание до 1934 г., бригаден генерал). След Втората битка при гр. Иньоню (23 – 31 март 1921), в която побеждава гръцката армия в Западен Анадол, в нейна чест получава фамилия Иньоню. По време на Турската война за независимост е член на Турското национално събрание в Анкара.
Бъдещият държавник сменя кариерата си, когато е назначен за началник-пълномощник на турската делегация за Лозанския договор и става известен с решителността и упоритостта си в защитаването на турските интереси, докато отстъпва много малко на другите страни на преговорите, карайки мирната конференция да продължи по-дълго, отколкото се е очаква.

## Политическа кариера
По-късно Иньоню служи като министър-председател на Турция за няколко мандата, поддържайки системата, която Ататюрк въвежда. Той реагира след всяка първостепенна криза (като бунта на Шеик Саид или покушението срещу Ататюрк в Измир), за да въдвори ред в страната. Иньоню ръководи икономиката успешно, особено след кризата през 1929 г., като изпълнява икономически план, вдъхновен от петгодишния план на СССР.

### Президентство
След смъртта на Ататюрк на 10 ноември 1938 г. Иньоню е виждан като най-подходящия човек да го замести и бива избран за втори президент на Турция. В първата година от президентстването му започва Втората световна война и Алианса и Оста натискат Иньоню да въведе Турция във войната на тяхна страна.
Германците изпращат Франц фон Папен в Анкара, докато Уинстън Чърчил тайно се среща с Иньоню във вагон на влак близо до Адана на 30 януари 1943 година. По-късно Иньоню се среща и с Франклин Делано Рузвелт и Уинстън Чърчил на Втората конференция в Кайро от 4 до 6 декември 1943 година. До 1941 г. и Рузвелт и Чърчил смятат, че продължаващият неутралитет на Турция ще служи на интересите на Алианса, блокирайки Оста да достигне стратегическите петролни запаси на Близкия изток. Но ранните победи на Оста до края на 1942 г. карат Рузвелт и Чърчил да преосмислят възможно участие на Турция във войната на страната на Алианса. Турция поддържа доста голяма армия и въздушна сила през войната и Чърчил иска турците да отворят нов фронт на Балканите.
Рузвелт, от друга страна, все още вярва, че турска атака ще бъде твърде рискована и евентуален провал на Турция ще има гибелен ефект върху Алианса. Иньоню знае много добре трудностите, които неговата страна е изтърпяла през 11-те години война между 1911 и 1922 г., и е убеден да държи Турция извън войната, доколкото може. Иньоню също така иска финансови гаранции и военни помощи за Турция, както и гаранция, че САЩ и Великобритания ще застанат на страната на Турция в случай, че след войната СССР евентуално нападне турските протоци. Страхът от съветска инвазия и желанието на Сталин да контролира протоците карат Турция да не спази принципа си на неутралитет и да се включи в НАТО през 1952 г.
Може би най-голямото политическо постижение на Иньоню е това, че успява да запази страната от участие във Втората световна война до февруари 1945 г., когато Турция се включва във войната на страната на Алианса срещу Германия и Япония.

### Многопартийна система
През 1950 г. партията му загубва изборите и Иньоню дава председателството на Демократическата партия на Аднан Мендерес. Иньоню служи 10 години като лидер на опозицията преди да се оттегли като министър-председател след преврата от 1960 г.
По стандартите на времето си Иньоню е високообразован човек и говори 4 езика – арабски, английски, немски и френски.
Иньоню умира през 1973 г. Погребан е до мавзолея Анъткабир на Кемал Ататюрк, Анкара.